# William Sorelle
Pour les articles homonymes, voir Sorelle.
William Sorelle est un acteur canadien né au Canada le 25 novembre 1877, et mort le 30 mai 1944 dans le comté de Tuolumne (États-Unis).

## Filmographie
- 1907 : The Trainer's Daughter; or, A Race for Love (en)
- 1907 : A Little Girl Who Did Not Believe in Santa Claus
- 1908 : Tale the Autumn Leaves Told
- 1909 : Faust : Mephistopheles
- 1909 : The Prince and the Pauper
- 1910 : The Miniature
- 1910 : Ranson's Folly
- 1911 : When Masons Meet
- 1912 : The Power of Thought : le père
- 1912 : A Prophet Without Honor : le Prophète
- 1912 : The Hand of Mystery : le détective
- 1912 : From the Wilds
- 1912 : The Call of the Desert
- 1912 : A Heart Reclaimed
- 1913 : Conscience : le père
- 1913 : Dr Jekyll and Mr. Hyde : Utterson, l'avocat
- 1913 : Bob's Baby : L'oncle de Bob
- 1914 : Northern Lights : Swiftwind
- 1914 : The Littlest Rebel : Lt. Col. Morrison
- 1915 : A Continental Girl : Allen Granger
- 1915 : The Mummy and the Humming Bird : Giuseppe
- 1915 : The Prince and the Pauper : Miles Hendon
- 1916 : Where Is My Father? : Dieudonne de la Graveries
- 1916 : Common Sense Brackett : Newton Offertt
- 1917 : The Fortunes of Fifi : Cartouche
- 1918 : A Daughter of Uncle Sam : Captain Leonard Taylor
- 1918 : Private Peat : Old Bill
- 1919 : The Hand Invisible : Arthur Haynes
- 1923 : The Go-Getter : Mayor Healey